# مارتینا بک
مارتینا بک (آلمانی: Martina Beck؛ زادهٔ ۲۱ سپتامبر ۱۹۷۹) ورزشکار دوگانه اهل آلمان است.
وی همچنین برندهٔ جوایزی همچون برگ بوی نقره‌ای شده‌است.